# Luka Vindiš
Luka Vindiš, slovenski nogometaš, * 8. oktober 1994, Maribor.
Vindiš je profesionalni nogometaš, ki igra na položaju vezista. Od leta 2024 je član avstrijskega kluba St. Veit am Vogau. Ped tem je igral za slovenske klube Aluminij, Malečnik, Dravo Ptuj in Veržej ter avstrijske Bad Radkersburg, Gamlitz in Rebenland Leutschach. Skupno je v prvi slovenski ligi odigral eno tekmo, v drugi slovenski ligi pa je odigral 67 tekem in dosegel sedem golov.